# 海梅 (巴爾迪伯爵)
海梅·贝尔纳多·德·波旁-帕爾馬王子（Jaime Bernardo prins de Bourbon de Parme，1972年10月13日—），圣海梅公爵、巴爾迪伯爵，出生于奈梅亨。是波旁－帕爾馬家族成员，荷蘭的伊蓮公主之子。现任荷蘭王國氣候特使、帕尔马公爵卡洛斯五世的弟弟和假定继承人。曾任聯合國難民署私部門夥伴關係高級顧問、荷蘭王國駐梵蒂岡大使。
自1996年5月15日起，他成為擴大的荷蘭王室的一員，並在荷蘭貴族中享有“Prince de Bourbon de Parme”（波旁-帕爾馬王子）的合法頭銜——由姨媽荷蘭女王贝娅特丽克丝授予他。
自2014年1月以來，海梅一直擔任以其母親名字命名的伊蓮公主火槍兵衛隊的贊助人。